# Jiří Kolář
Jiří Kolář (Protivín, 24 settembre 1914 – Praga, 11 agosto 2002) è stato un artista, poeta, scrittore e traduttore ceco.
La sua opera è famosa sia nel campo dell'arte visiva sia per la letteratura.

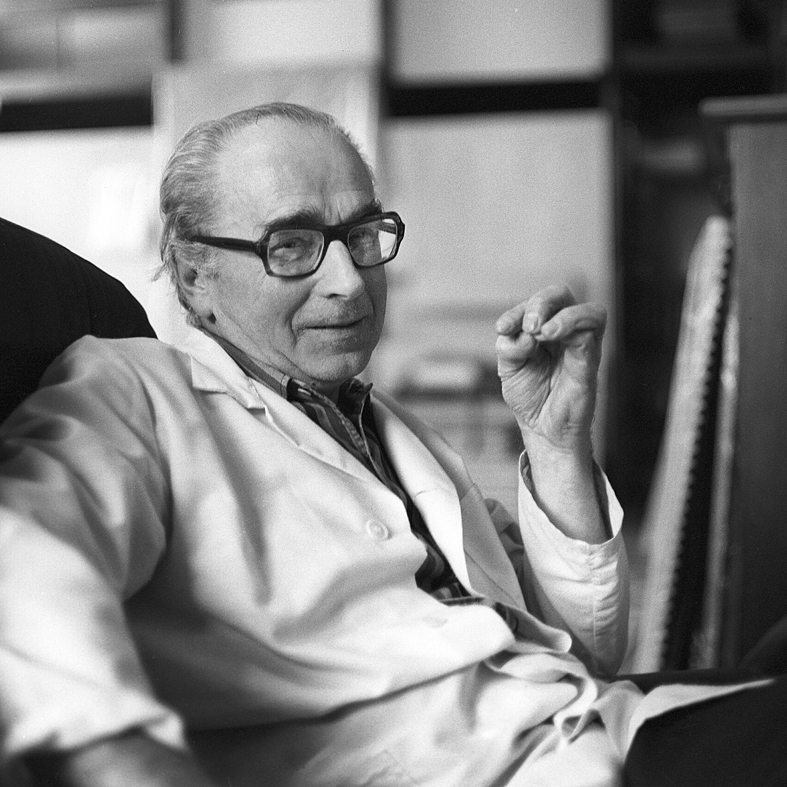
Jiří Kolář 1979
foto Hana Hamplová

## Biografia
Jiří Kolář nacque in una famiglia modesta, suo padre era panettiere e la madre sarta per signore. Imparò il lavoro del falegname e svolse diverse professioni. Espose per la prima volta nel 1937 dei collage poetanti. La sua prima raccolta di poesie fu pubblicata nel 1941.
Nel 1942, insieme al teorico dell'arte Jindřich Chalupecký, allo scultore Ladislav Zívr, al pittore František Hudeček, ai poeti Ivan Blatný, Jiřina Hauková, Josef Kainar e ad altri artisti, fondò il gruppo 42 (Skupina 42), che celebra «l'incanto della tecnica».
Jiří Kolář nel 1944 incontrò Běla e la sposò nel 1949. Jiří e Běla non solo sono stati artisti molto attivi, sono stati anche assidui collezionisti delle opere dei loro amici. Questa collezione, così come parte delle loro opere, è stata ceduta nel 2002 al Museo Kampa di Praga.
Così come molti altri alla fine della guerra, Kolář si iscrisse al Partito comunista cecoslovacco, ma diversamente dai più ne uscì nel giro di qualche mese. Pubblicò numerosi testi; scrive Dny v roce (Giorni dell'anno), rivista di poesie del 1947, ma anche testi in prosa Roky v dnech (Anni dei giorni), censurato dal nuovo regime comunista. Nel 1953, alla fine del regime stalinista, fu condannato a un anno di prigione.
Tra il 1959 ed il 1961, lavorò alle sue Básně ticha (Poesie in silenzio) che rompono con la poesia verbale e spingono la decostruzione del poema già iniziata da Stéphane Mallarmé nel suo Coup de dé e seguito da Guillaume Apollinaire nei suoi Calligrammi. Per questo la sua creazione prende la forma di un collage realizzato con testi e immagini stampate. Nel suo Týdeník 1968 (Settimanale 1968), giornale sotto forma di collage di avvenimenti della Primavera di Praga e della successiva invasione della Cecoslovacchia dal Patto di Varsavia la poesia non è altro che l'illustrazione di un'immagine poetica. Nel 1971 vinse il Premio Herder.
Interdetto dal pubblicare o esporre nel periodo della normalizzazione, firmatario della Charta 77, Jiří Kolář emigrò a Parigi nel 1980. È nella capitale francese che fondò la Revue K (Rivista K), dedicata agli artisti di origine ceca in esilio in Francia.
Il proseguimento della sua opera scritta è un commento all'opera plastica, con l'intervista Odpovědi (Risposte) e soprattutto con Slovník metod (Dizionario dei metodi, o L'asino alato), in cui recensisce le diverse tecniche del collage usate nella realizzazione delle sue opere, alcune delle quali di sua invenzione.
Dopo la Rivoluzione di velluto del 1989 che mise fine al regime comunista cecoslovacco, risiedette spesso a Praga. Nel 1990, con Václav Havel e il pittore Theodor Pištěk ideò il Premio Jindřich Chalupecký (Cena Jindřicha Chalupeckého), volto a valorizzare un giovane artista sotto i 35 anni, divenuto una sorta di Premio Goncourt delle arti plastiche in versione ceca, sempre molto seguito e talvolta molto contestato.
Jiří Kolář morì a Praga nell'estate del 2002.

## L'artista plastico
Kolář è mondialmente conosciuto per le sue opere a collage. Nel suo Dizionario dei metodi recensisce le seguenti tecniche, alcune di sua invenzione:
- le chiasmage (voir chiasme) des petits bouts de papier imprimés uniformément (annuaire, journal, etc) sont mis bord-à-bord dans le désordre;
- le stratifié à la manière de Villeglé, on colle de nombreuses couches de papier et on en arrache ou ponce certaines;
- l'intercollage un motif est découpé en creux et révèle un motif placé derrière la feuille;
- le muchlage (du verbe tchèque muchlat, « froisser ») consiste à froisser la feuille que l'on colle ensuite en aplat;
- le prollage est une variation de l'intercollage et le motif découpé en creux dessine en soi une figure;
- le rollage consiste en la juxtaposition de deux images découpées en bandes régulières et intercalées.

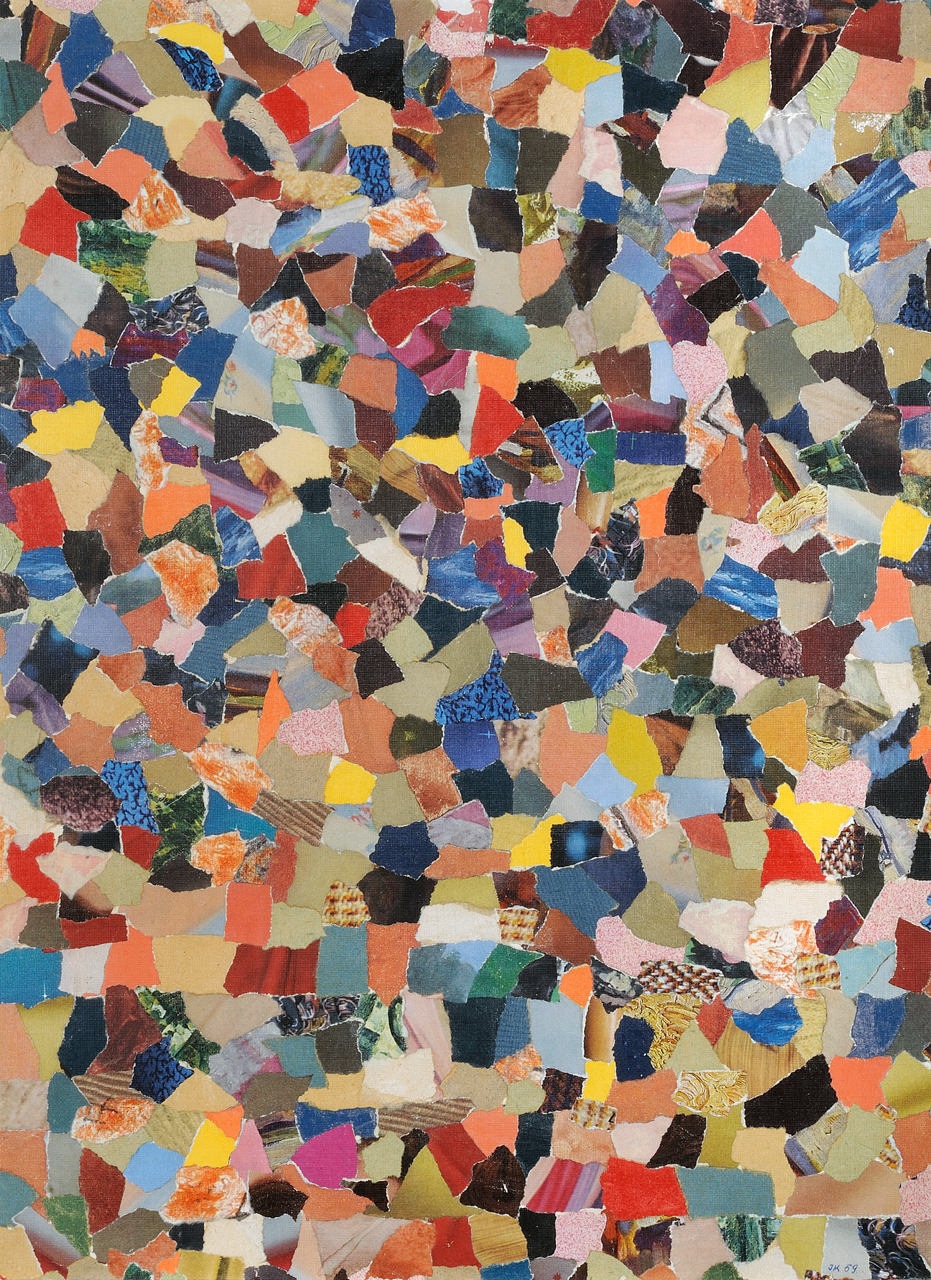
Jiří Kolář, In full sunlight (1959), collage
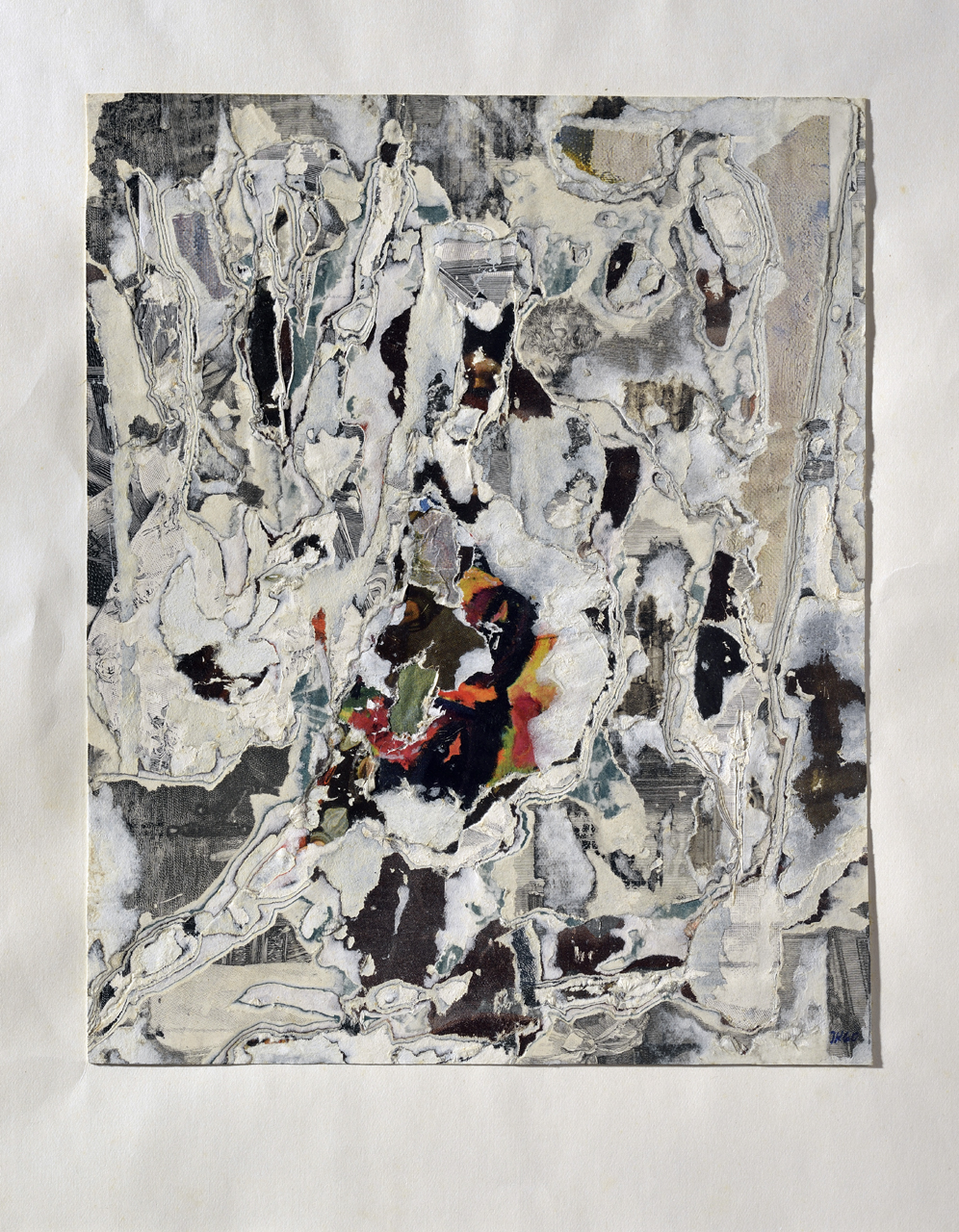
Jiří Kolář, Cast down face (1960), stratifie
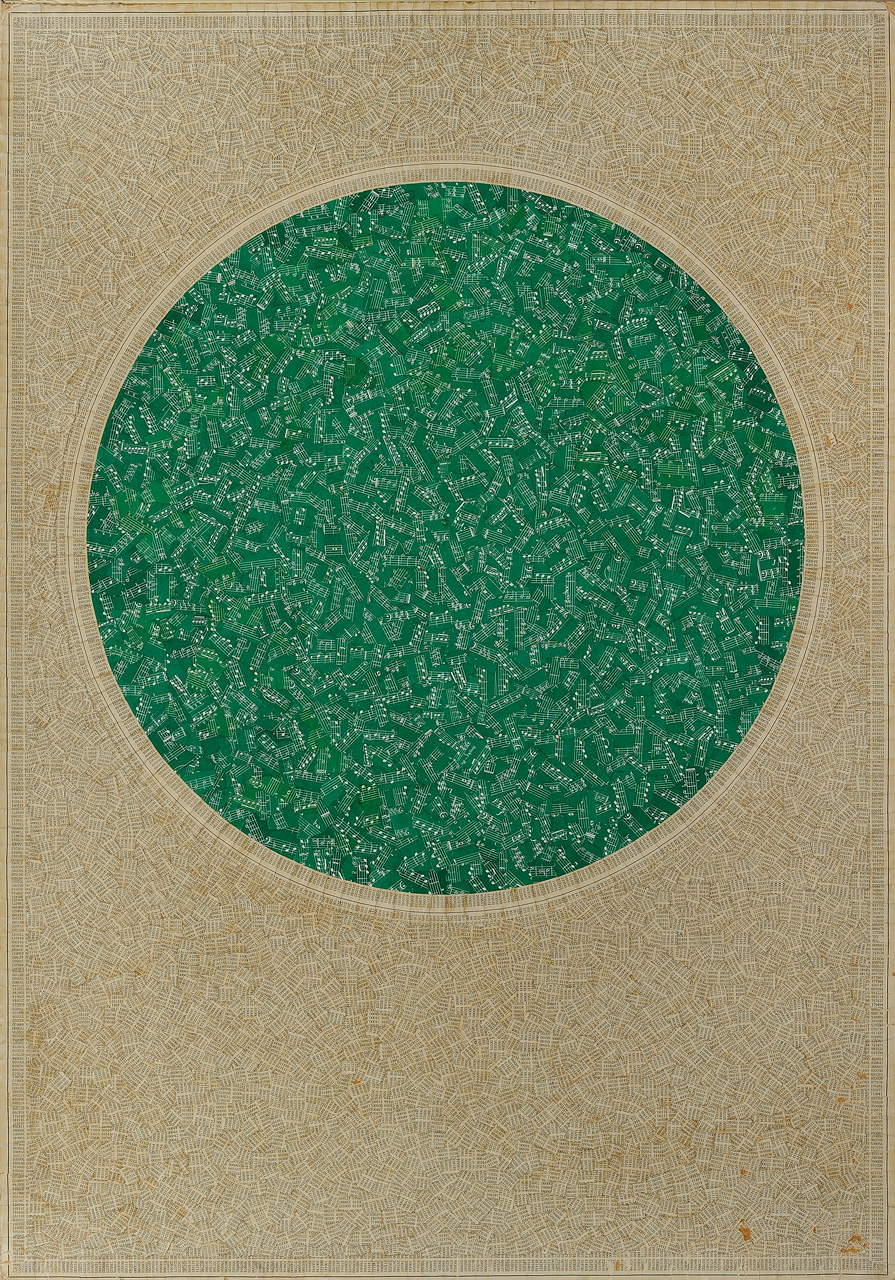
Jiří Kolář, Musical Circle (1965), embossed chiasmage
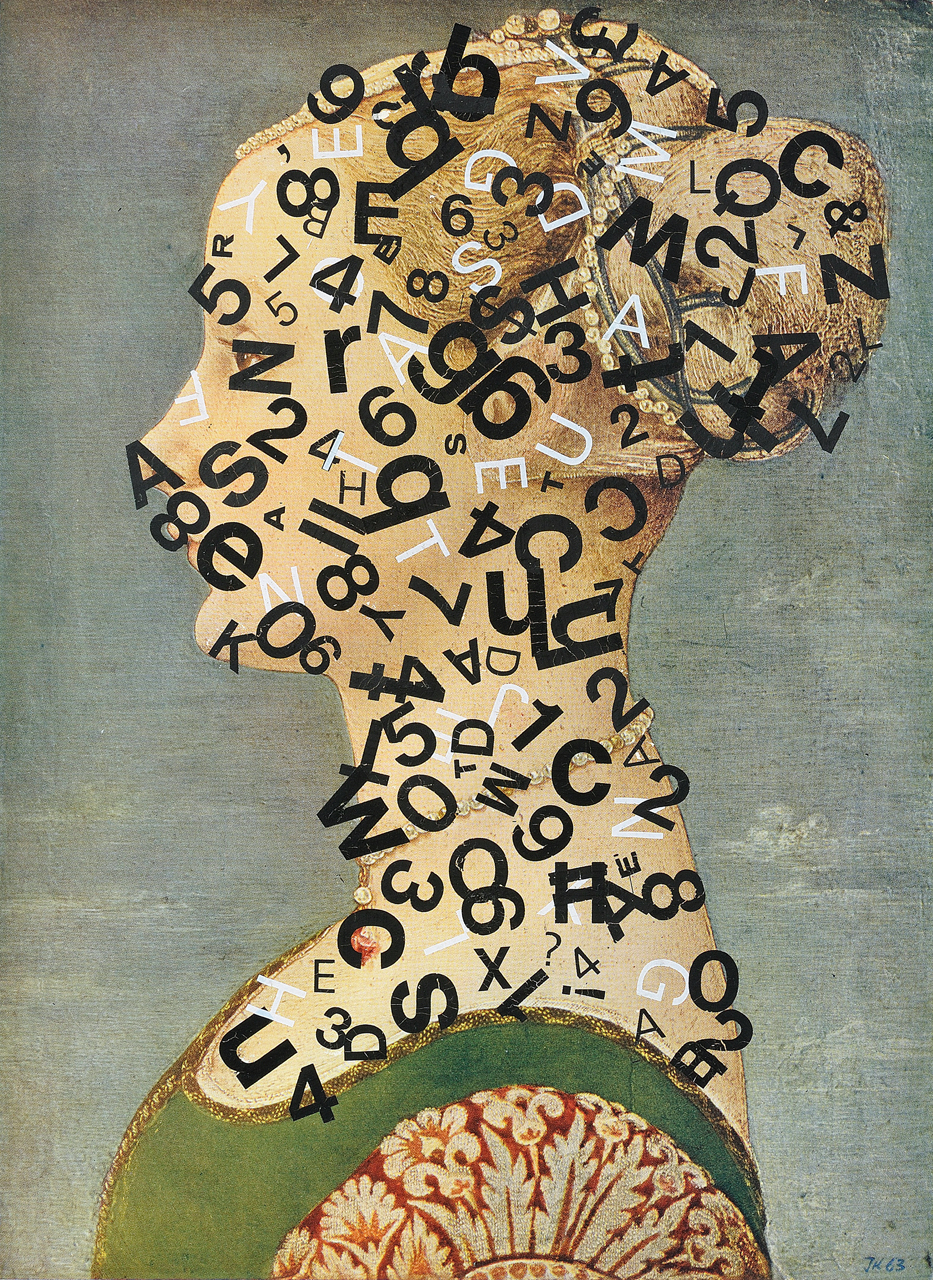
Jiří Kolář, Descriptive portrait (1963), collage
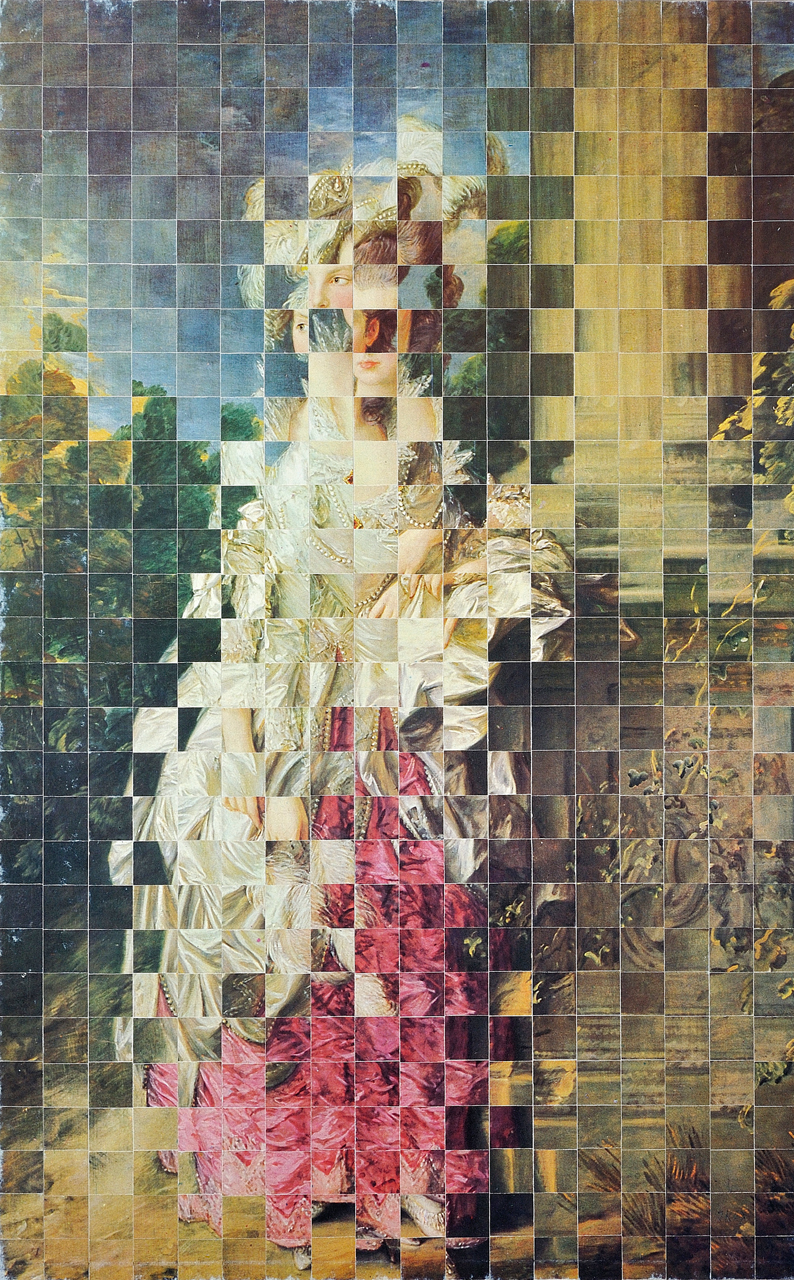
Jiří Kolář, Lady in love (1967), rollage-cubomania
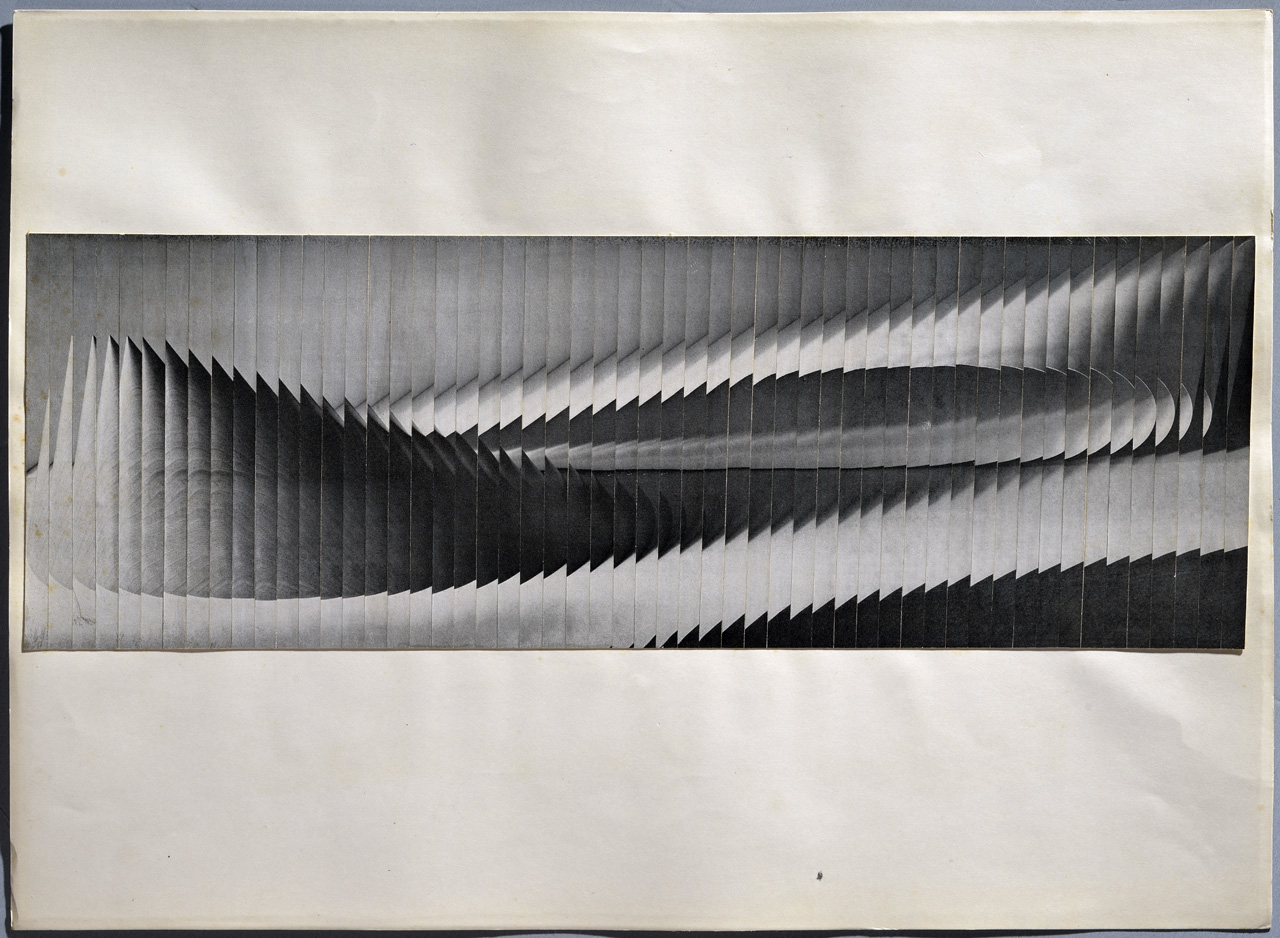
Jiří Kolář, No title (1959-1962), rollage
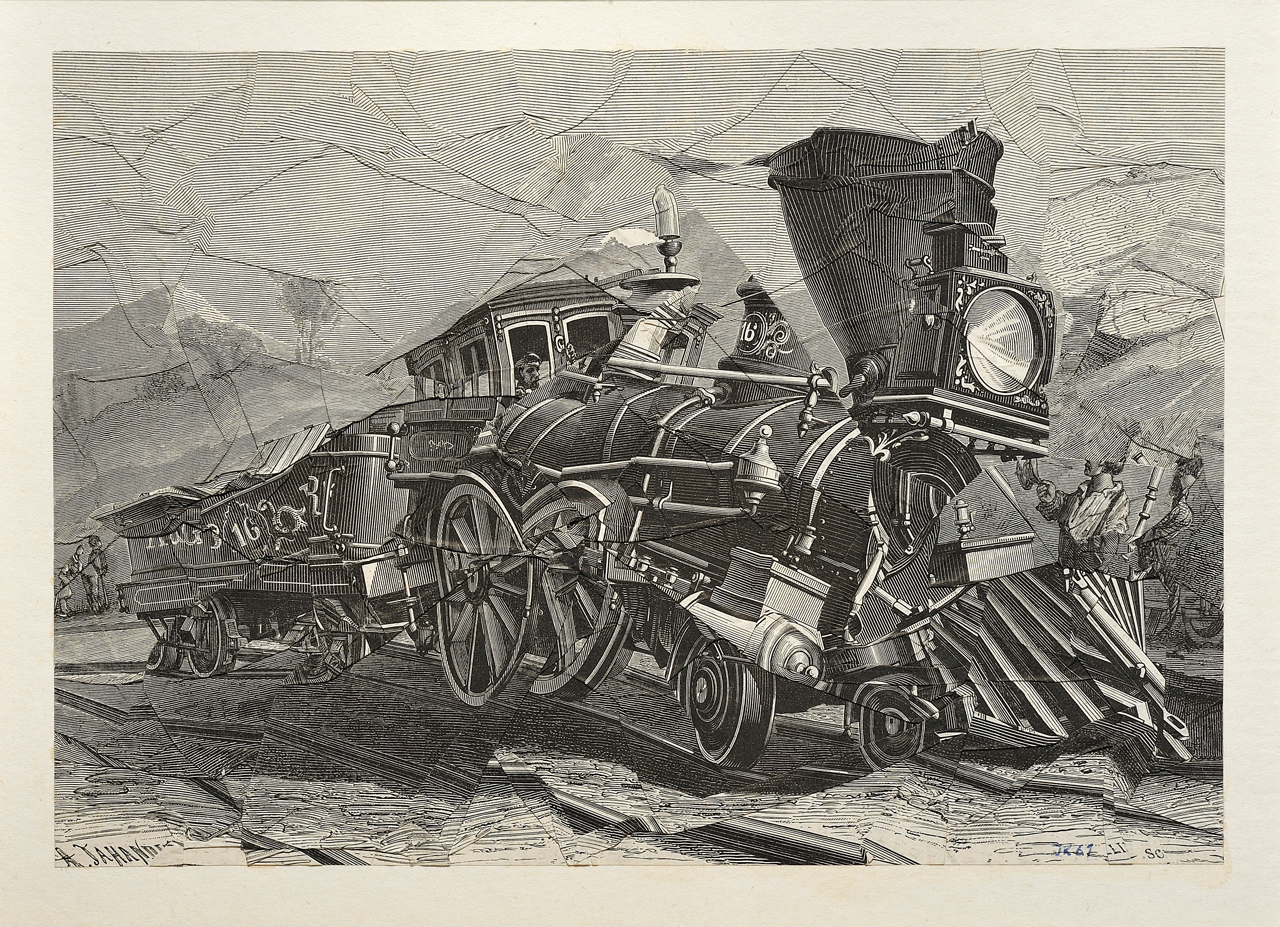
Jiří Kolář, Serve to Muse, at least once (1962), froissage
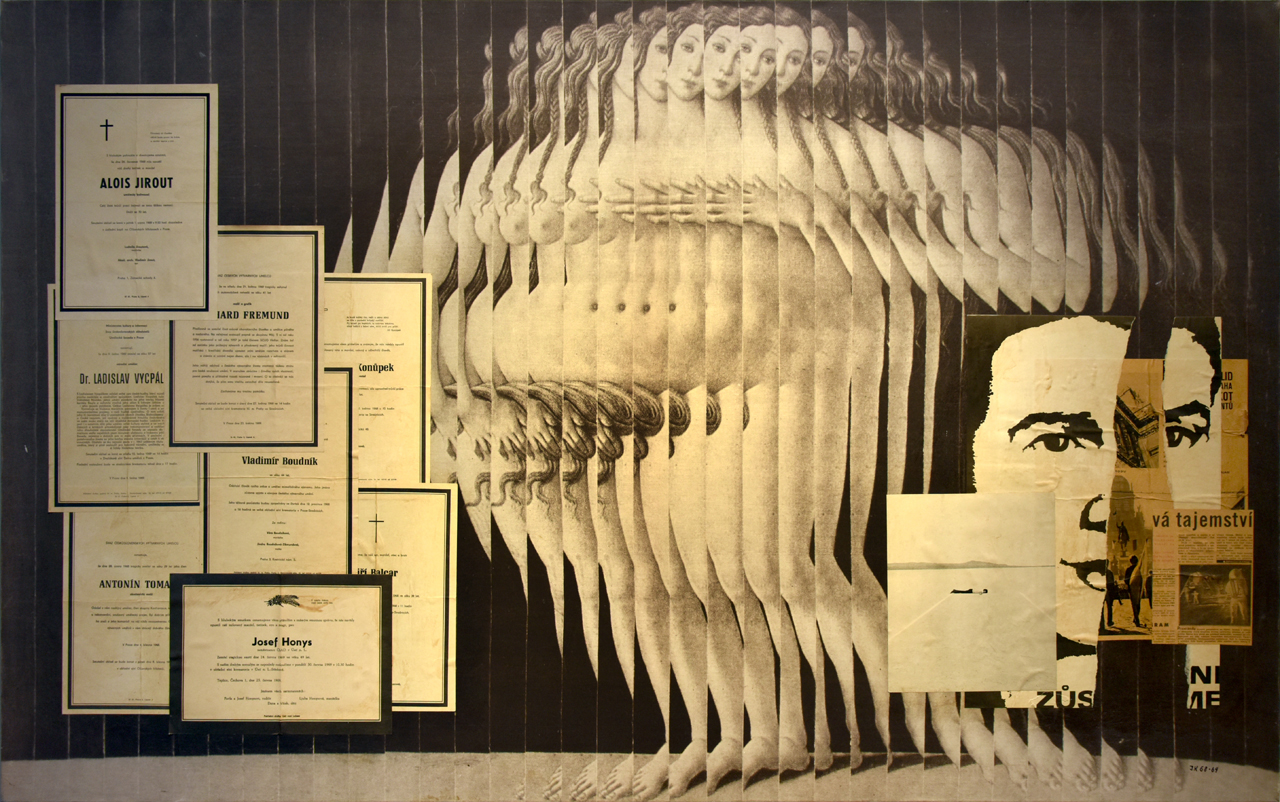
Jiří Kolář, Hommage to Jan Palach (1968-1969), rollage and collage
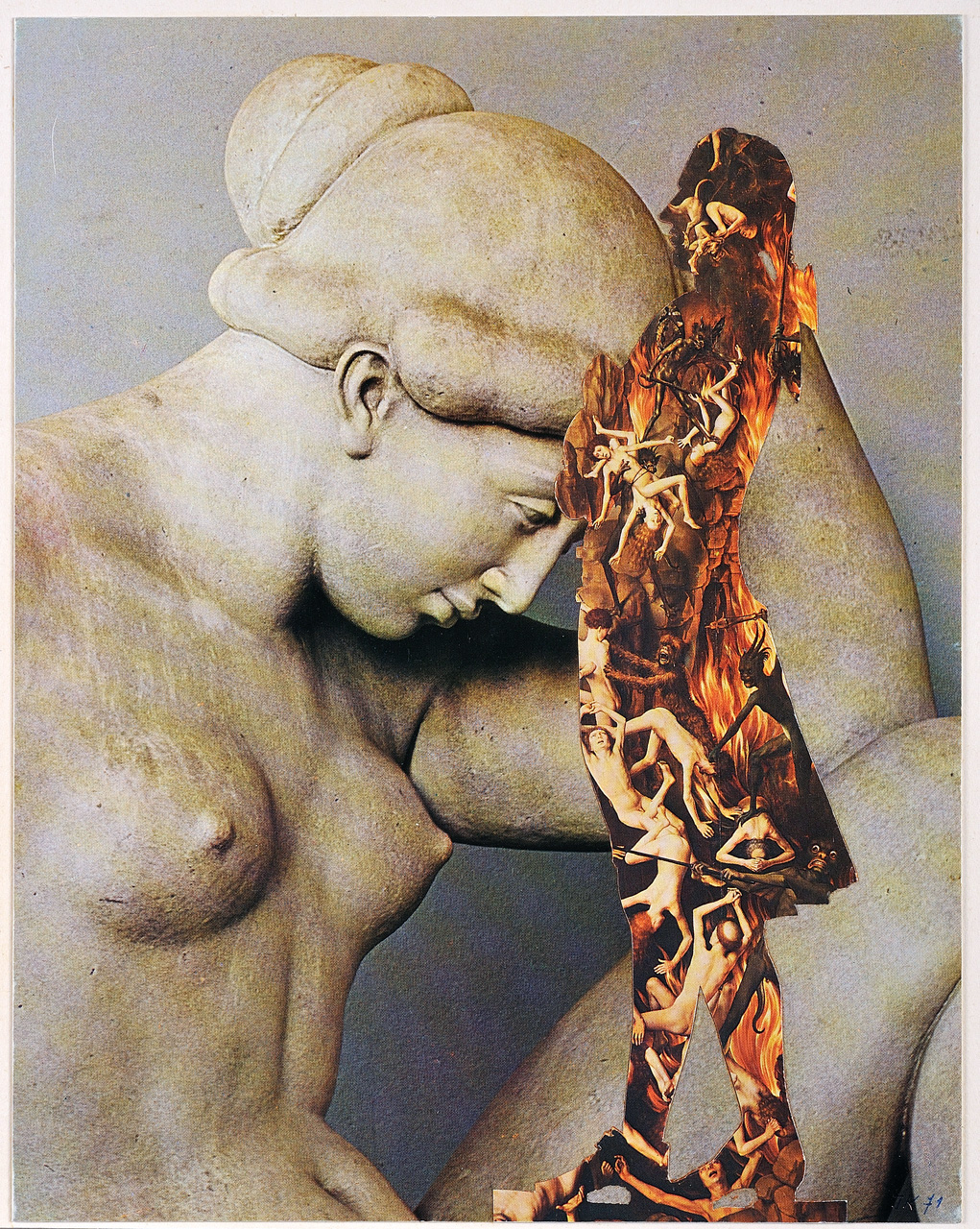
Jiří Kolář, Beautiful hell (1971), prollage
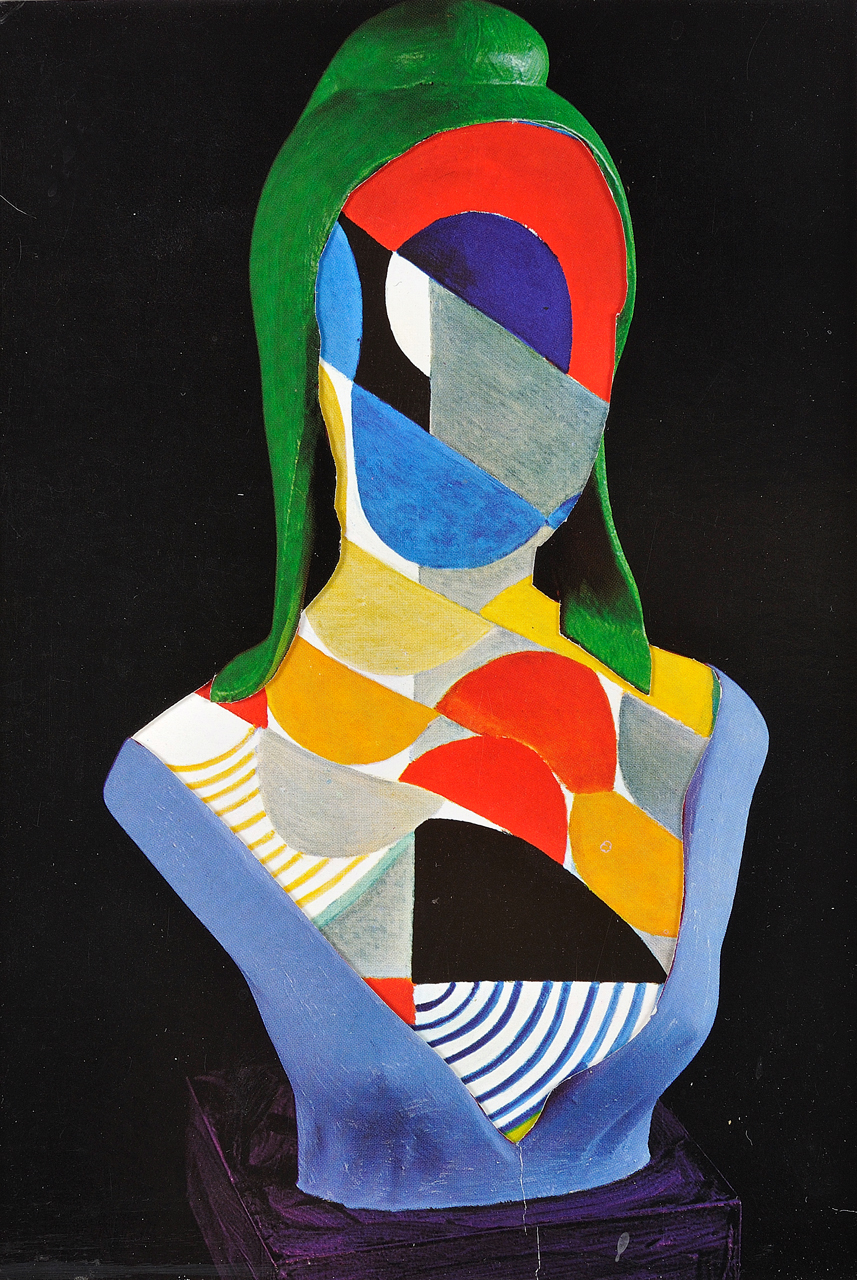
Jiří Kolář, P.F. 89 (1988), intercollage
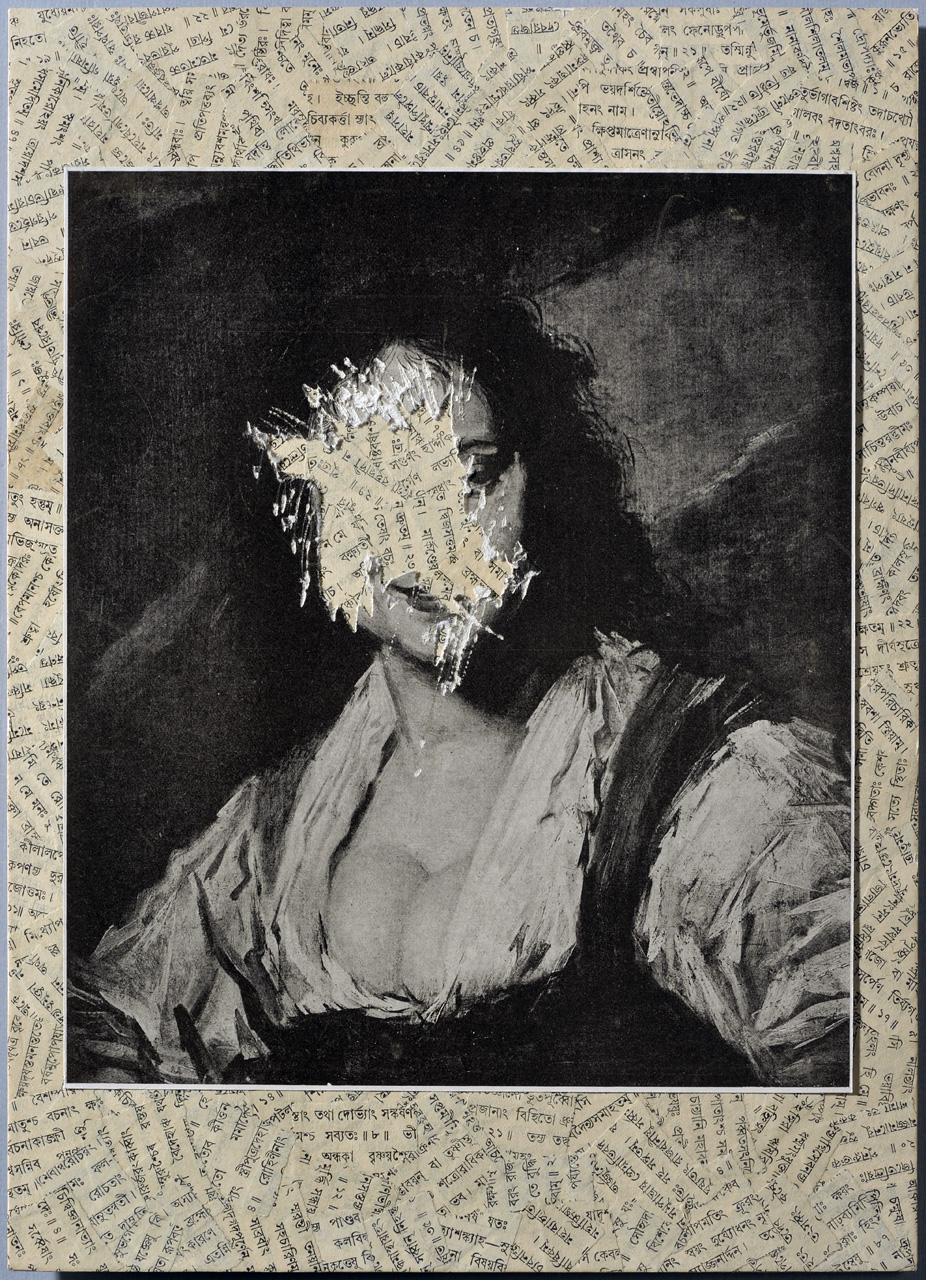
Jiří Kolář, No title (1965), scratched collage and chiasmage
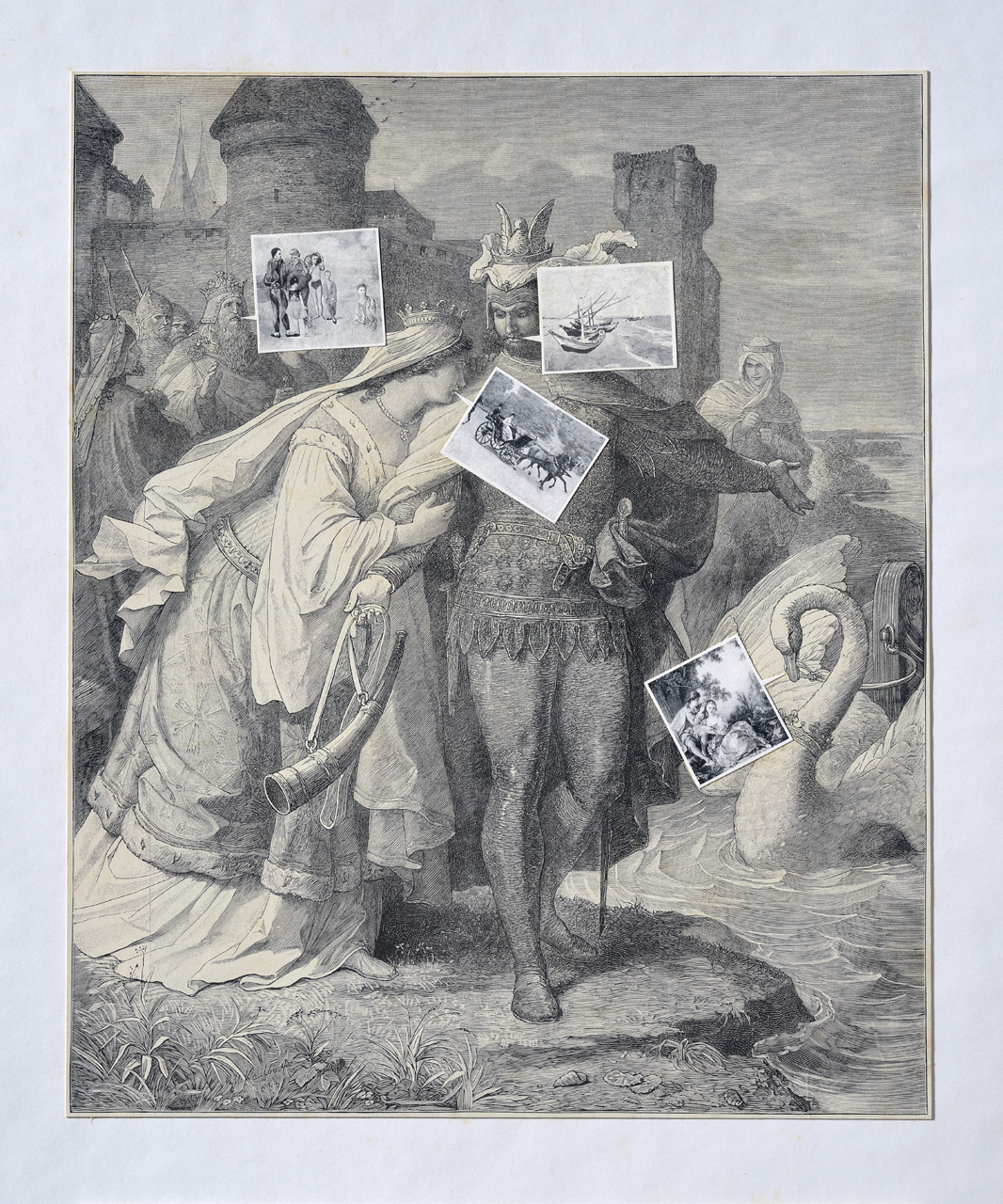
Jiří Kolář, Lohengrin, comics (1964), collage
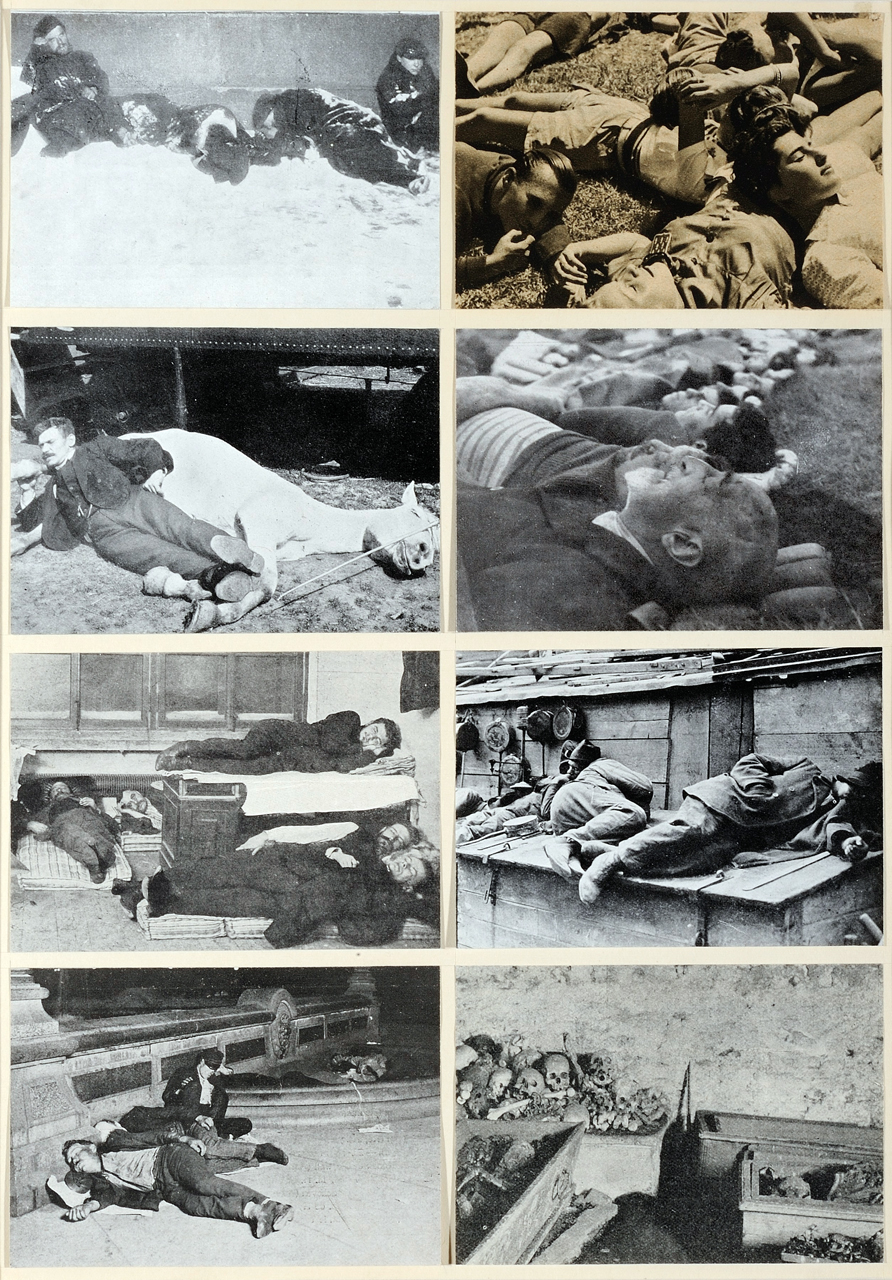
Jiří Kolář, Sleepers (1952), confrontage
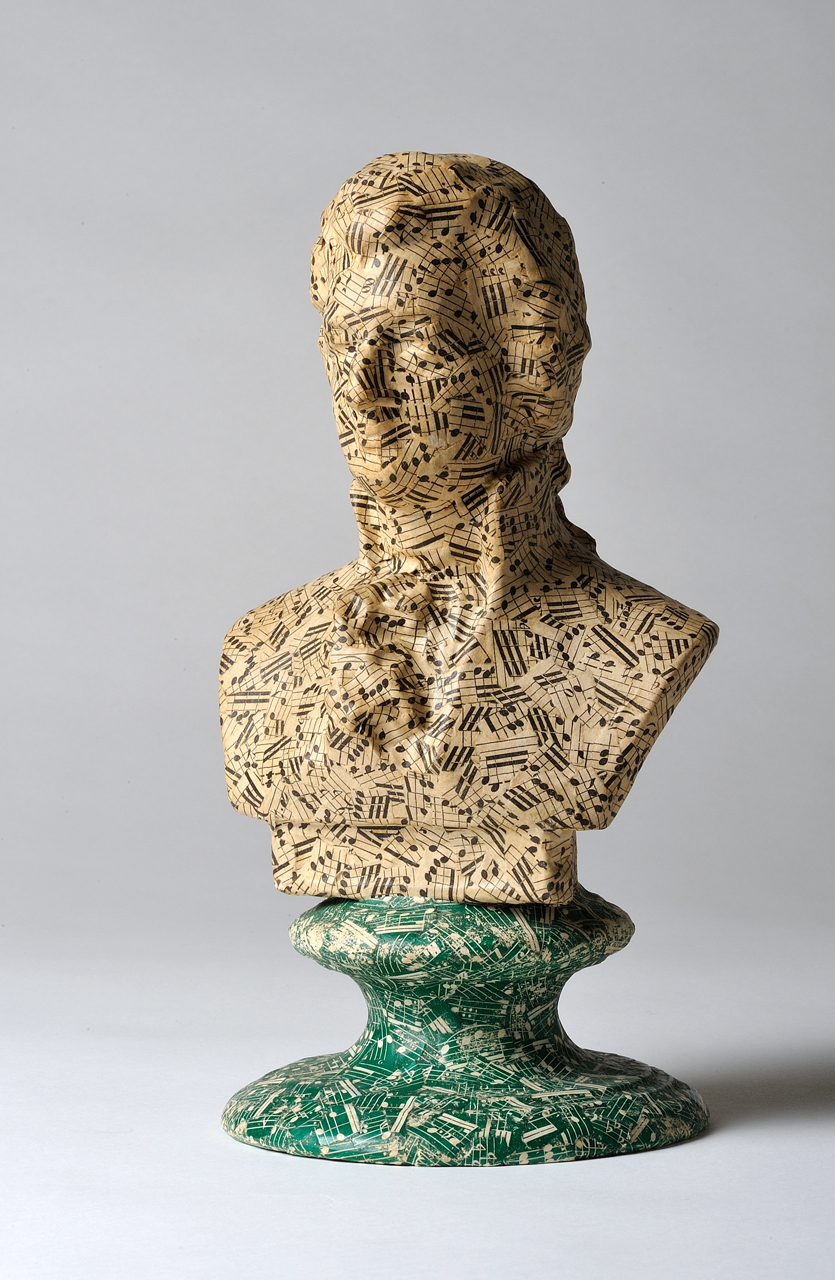
Jiří Kolář, W.A. Mozart (60s), chiasmage, collaged object
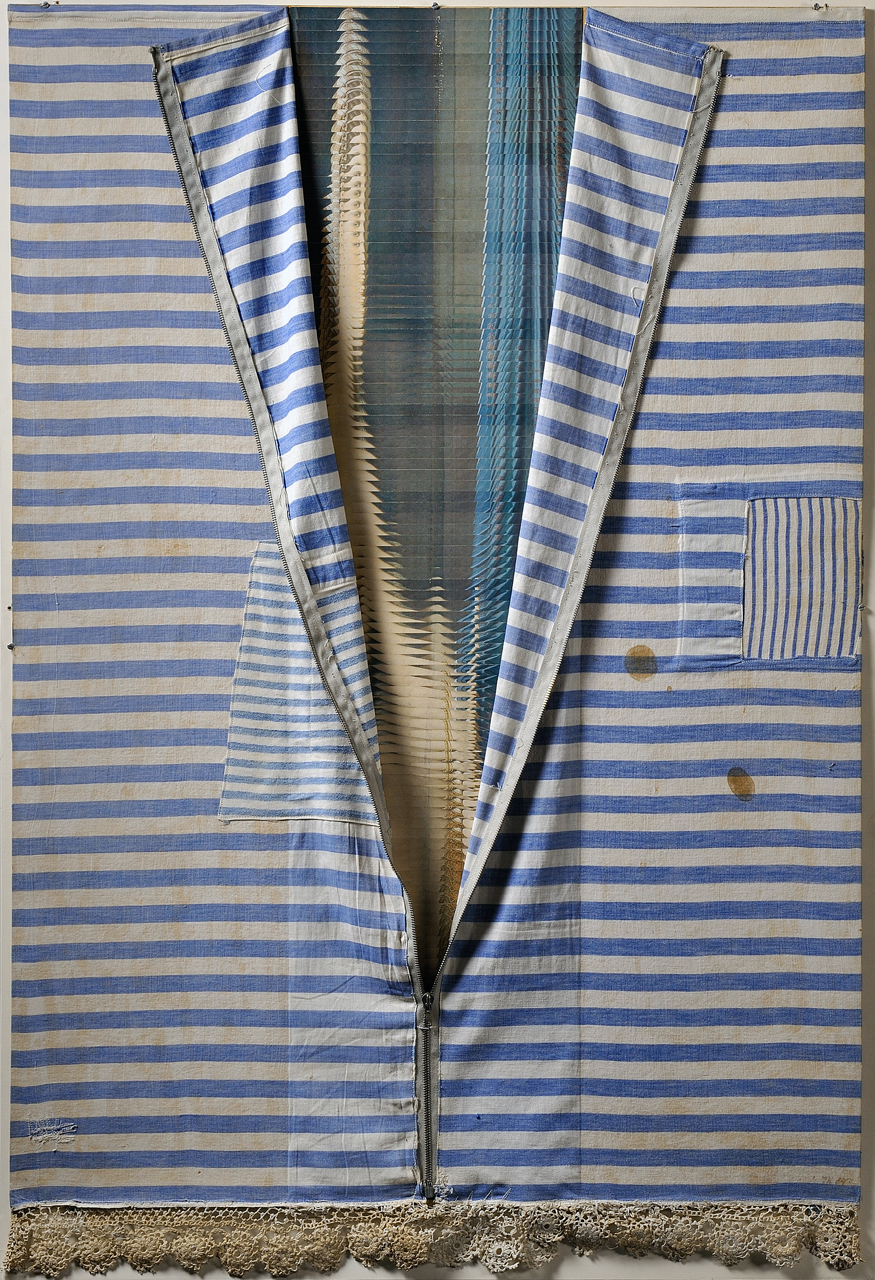
Jiří Kolář, Odalisque (1964), unzipped collage, rollage

## Poesie
- Křestný list, ("Certificato di battesimo"), 1941
- Sedm kantát, ("Sette cantate"), 1945
- Ódy a variace, ("Odi e variazioni"), 1946
- Dny v roce, ("Giorni dell'anno"), 1948
- Mistr Sun o básnickém umění, ("L'arte poetica di Mastro sole"), 1957
- Básně ticha, ("Poesie del silenzio"), 1965
- Evidentní poezie, ("Poesia evidente"), 1965
- L'Enseigne de Gersaint, 1965
- Vršovický Ezop, ("L'Esopo di Vršovice"), 1966
- Nový Epiktet, ("Il nuovo Epitteto"), 1968
- Rady pro služebnictvo, ("Consiglio ai servi"), 1968
- Návod k upotřebení, ("Istruzioni per l'uso"), 1969
- Očitý svědek, ("Testimone oculare"), Monaco di Baviera, 1983
- Prométheova játra, ("Il fegato di Prometeo"), Toronto, 1985
- Roky v dnech, ("Anni, giorno dopo giorno"), 1992